# 下阿爾普羅斯河
46°38′16″N 8°35′11″E / 46.63788°N 8.58639°E

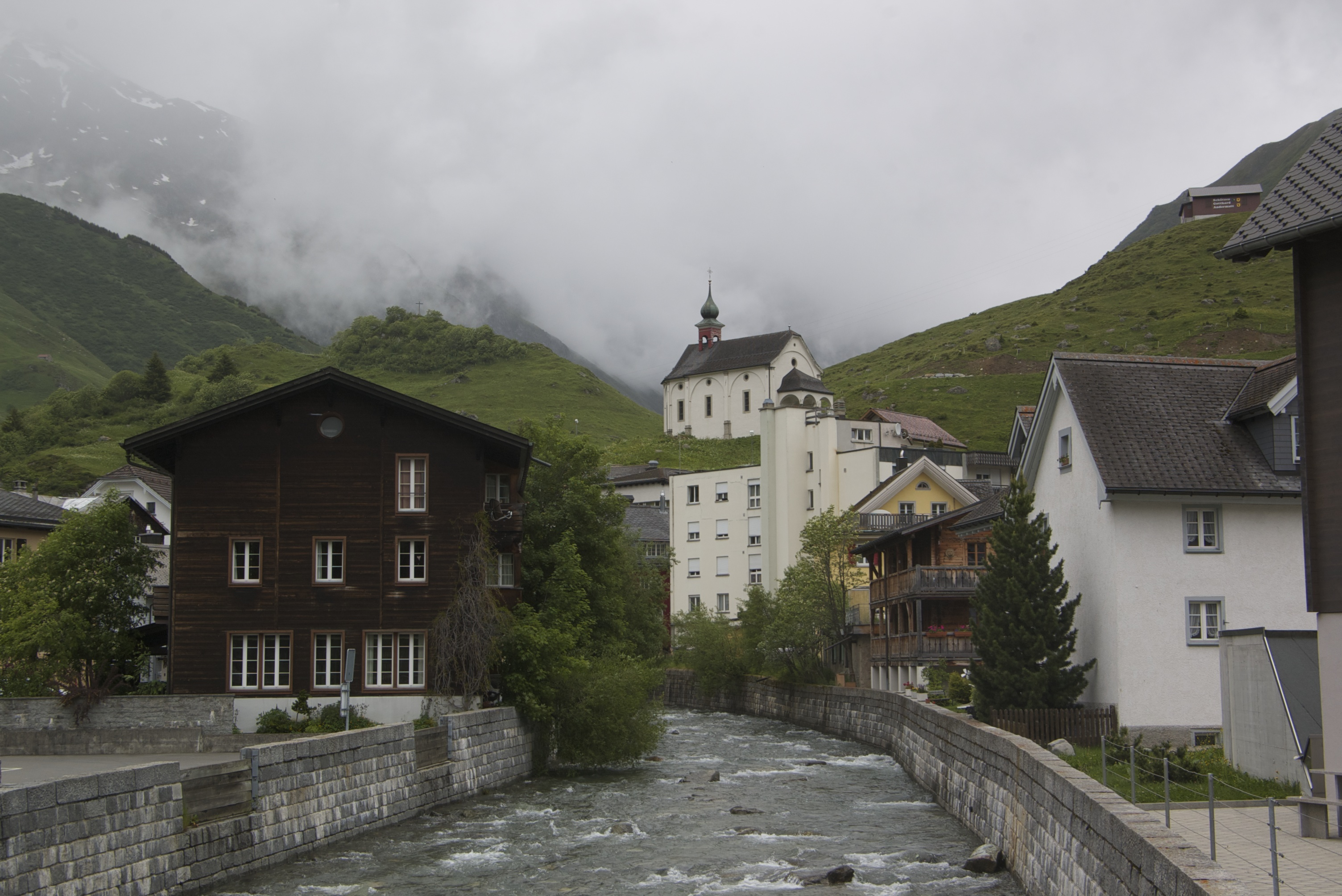

下阿爾普羅斯河是瑞士的河流，位於該國中部，流經烏里州，該河流屬於羅伊斯河的右支流，河道全長13公里，流域面積53平方公里。